# Ланселот
Ланселот (на английски: Sir Lancelot, Lancelot du Lac, Launcelot) според легендата е най-известният, първият от рицарите на Кръглата маса в двора на крал Артур. В литературата е описван като един от най-храбрите, благородни, красиви и верни рицари, помогнал на Артур да спечели победи в много битки. Известен е с прозвището Ланселот от Езерото, защото според келтската митология като дете е бил покръстен от езерната фея във вълшебните води на езерото.
Сър Ланселот отхвърля всички красавици, защото е влюбен в кралицата, жената на крал Артур, Гуиневир. Когато Артур разбира, той иска да осъди кралицата на смърт, но Ланселот я спасява като убива братята на Гауейн, Агравейн, Гарет Бомейн, Гахерис и още 37 рицари. След смъртта на Артур, Гуиневир става монахиня, а Ланселот се отдава на отшелничество.